# Haus Hohe Pappeln

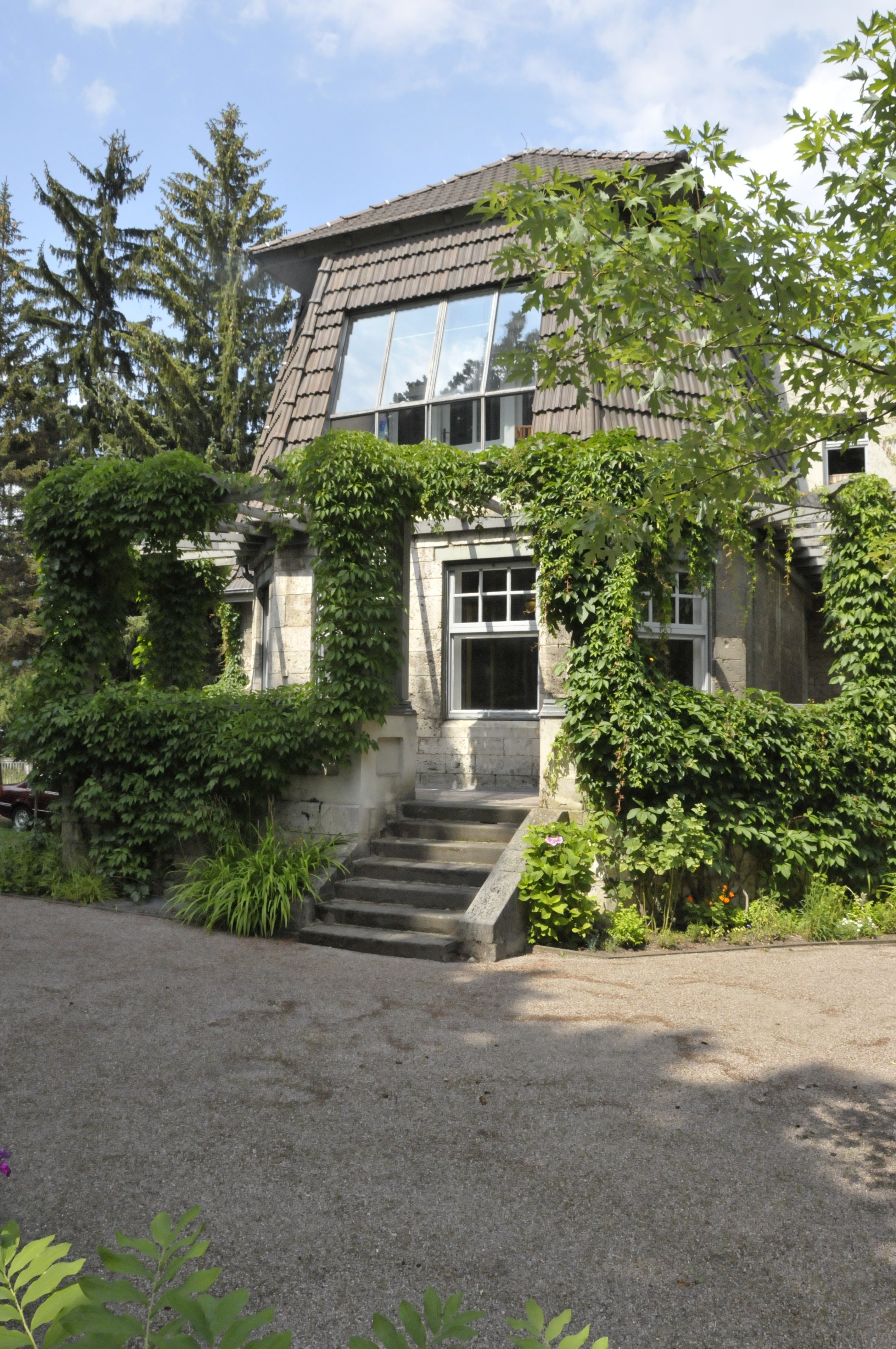
Haus „Hohe Pappeln“ mit südlicher Terrasse

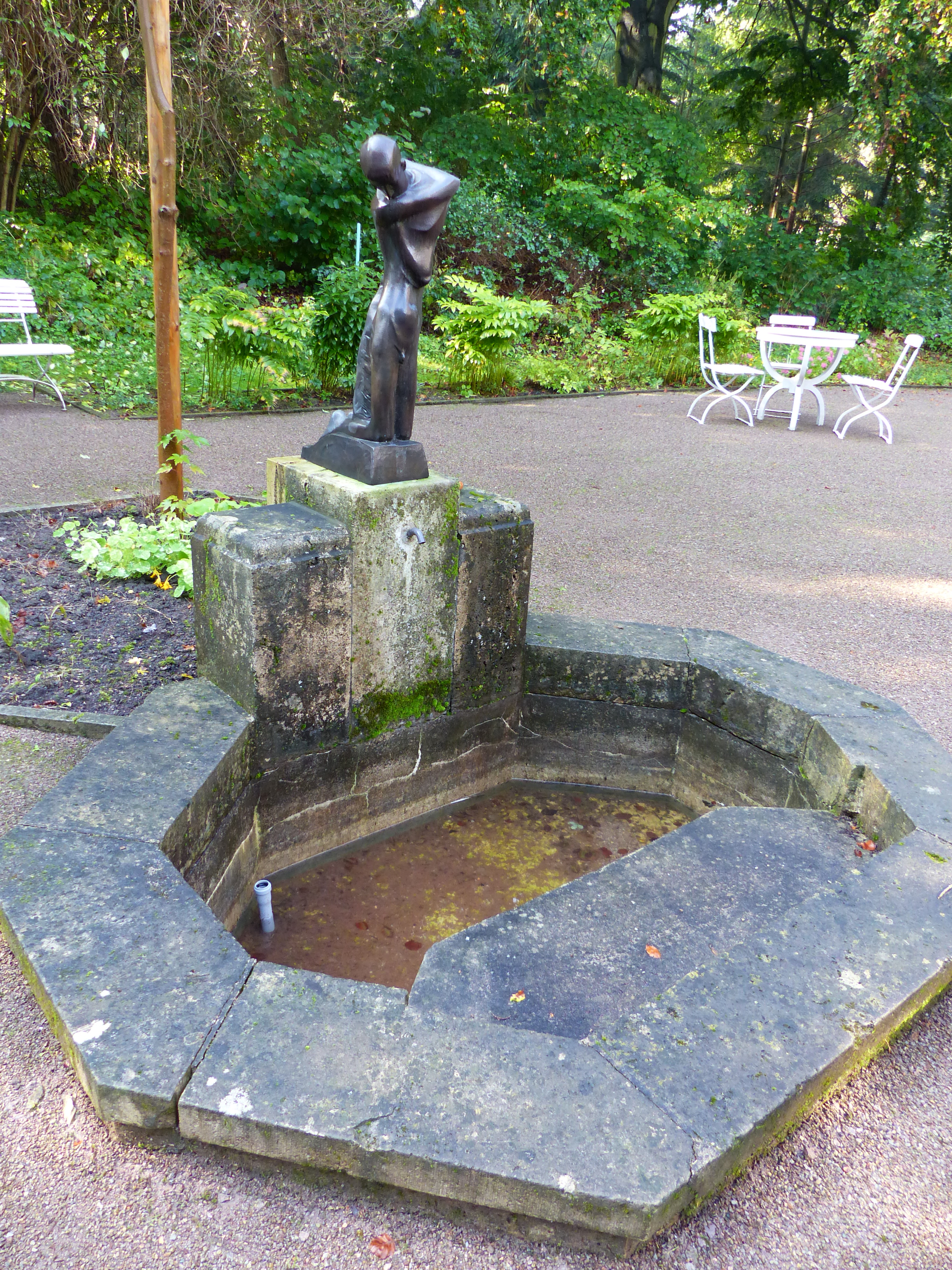
Brunnen mit Figur von George Minne

Das Haus „Hohe Pappeln“ in Weimar ist das ehemalige Wohnhaus des Künstlers Henry van de Veldes (1863–1957) und wird heute von der Klassik Stiftung Weimar als Museum genutzt.
1902 kam der belgische Architekt und Designer Henry van de Velde durch die Vermittlung seines Freundes und Förderers Harry Graf Kessler nach Weimar. Im Auftrag des Großherzogs Wilhelm Ernst sollte er hier das Handwerk des Großherzogtums Sachsen-Weimar-Eisenach in stilistischer Hinsicht beraten und gründete das kunstgewerbliche Seminar, aus dem 1908 die Kunstgewerbeschule Weimar hervorging. 1906–1907 ließ er für sich und seine Familie das Haus nach eigenen Entwürfen errichten, nachdem die ursprüngliche Mietwohnung an der Cranachstraße in Weimar für die siebenköpfige Familie zu klein geworden war.

## Lage und Beschreibung
Das Haus mit der Hausnummer 58 liegt auf der Westseite der Belvederer Allee und verdankt seinen Namen der Lage am Rande eines Areals mit hohen Pappeln. Daran führt der Papiergraben vorbei. Zum Hauseingang führte ein für Kutschen ideal zu befahrendes Rondell. Man betritt die im Hochparterre liegende Wohnung über eine L-förmige Freitreppe an der Nordspitze des Hauses, dessen Grundriss dem eines Schiffs ähnelt. Zwischen Flur und Haustür betritt man einen Windfang mit einem dreigeteilten Fenster, das dem Raum Licht spendet und das zur Entgegennahme von Briefpost hochgeschoben werden musste. Nach dem Durchschreiten des Flurs kommt man in eine Wohndiele, von der aus eine Treppe ins privat bewohnte Obergeschoss führt. Ein breiter Durchgang führt von hier in den Salon, früher Gesellschaftszimmer, Musiksalon und Boudoir. Es war der Bereich von Maria van de Velde, die hier ihren Schreibtisch hatte. Der Raum diente zudem als Stätte für private Lesungen, Vorträge oder musikalische Soiréen. Vom Salon führt eine Schiebetür zum Arbeitszimmer des Hausherrn. Eine Nebentür befindet sich in der Wand zum Flur. Im „Heck“ des Hauses liegt das große Speisezimmer, das von einem U-förmigen Balkonumgang umschlossen ist, von dem eine Treppe in den Garten führt. Hier findet man den kleinen Brunnen und einer Figur von George Minne. Die Küche befand sich im Souterrain.
Van de Velde plante die äußere Gestalt des Hauses aus der inneren Struktur und Funktion der Räume heraus. Die Gestaltung gilt als beispielhaft für seine reduzierte, funktionale und elegante Formensprache. Helene von Nostitz aus dem Kreis das Neue Weimar schrieb:
„Als ob sich der Boden gewölbt hätte, so wächst unter den Kastanienbäumen der Allee van de Veldes Haus, klein, fest und organisch wie eine Pflanze aus der Erde, davor hohe Stauden und das Summen der Bienen.“
Zu den Besuchern des Hauses zählten zahlreiche Künstler und Freunde, unter ihnen Hugo von Hofmannsthal, Richard Dehmel, Jean Jaurès, Théo van Rysselberghe, Pierre Bonnard, Maurice Denis und Edvard Munch.
Im Haus Hohe Pappeln lebte van de Velde mit seiner Frau und fünf Kindern bis 1917. Als feindlicher Ausländer während des Ersten Weltkriegs nicht mehr gelitten, verließ van de Velde 1917 Weimar. 1919 kam das Haus in den Besitz der Bankierswitwe Anna Reichenheim, die das Haus 1925 an Heinrich Bichmann und dessen Ehefrau verkaufte. 1938 erwarb es die Evangelische Landeskirche Thüringen und stellte es den Deutschen Christen unter Siegfried Leffler zur Verfügung. Nach Lefflers Flucht 1945 wechselte das Haus in den folgenden Jahren oft den Besitzer und wurde mehrfach umgebaut. 1985 wurde das Haus Hohe Pappeln unter Denkmalschutz gestellt, 1990–1994 wurde der Originalzustand weitestgehend wiederhergestellt. Als Ende der 1990er Jahre die Villa zum Verkauf stand, konnte mit Hilfe des Vereins der Freunde des Hauses Hohe Pappeln und des Freundeskreises Weimar 1999 e. V. ein privater Eigentümer gewonnen werden, der das kunst- und kulturhistorisch bedeutende Künstlerhaus derzeit an die Klassik Stiftung Weimar vermietet.
Zu besichtigen sind der repräsentative Wohnbereich van de Veldes in der Beletage mit Salon, Speisezimmer, Arbeitszimmer und Wohndiele sowie der idyllische Garten. Die ausgestellten Möbel entwarf van de Velde 1904 für die Familie von Münchhausen, die vorübergehend in Weimar lebte, Max von Münchhausen war der eigentliche Auftraggeber. Ausgeführt wurden sie bei der Möbelfabrik Hermann Scheidemantel.

## Galerie

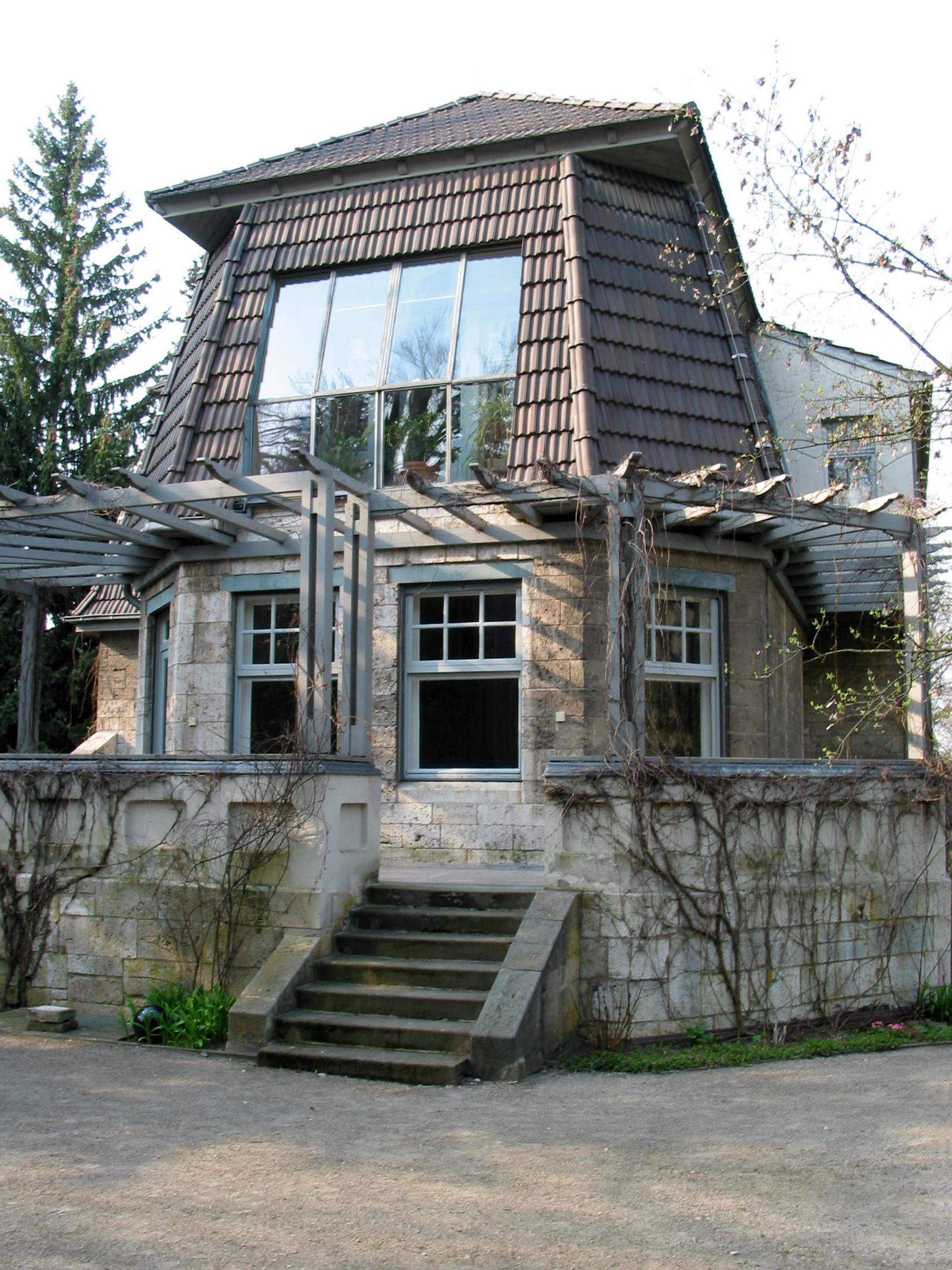
Südeingang
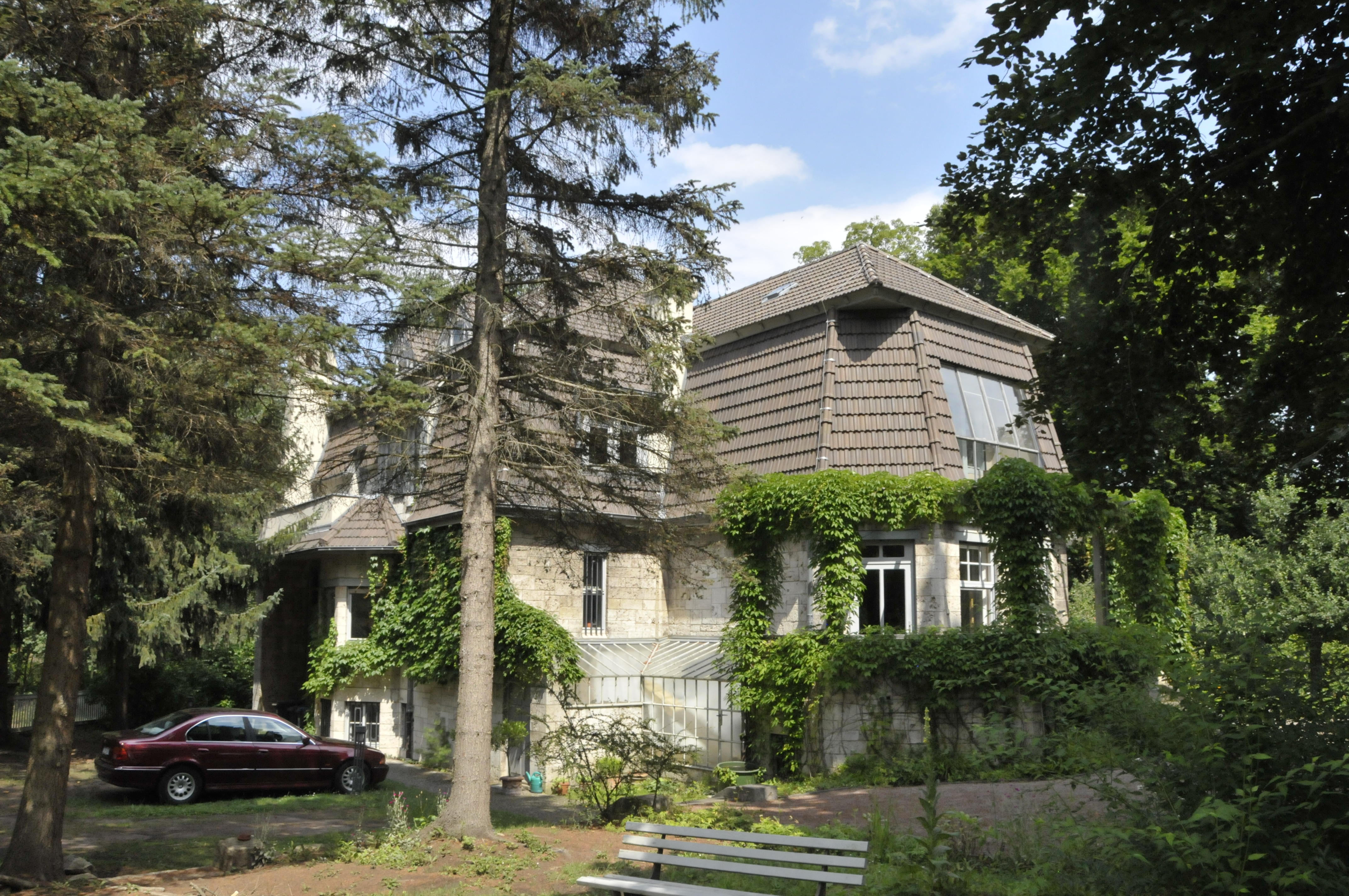
Nordwestseite
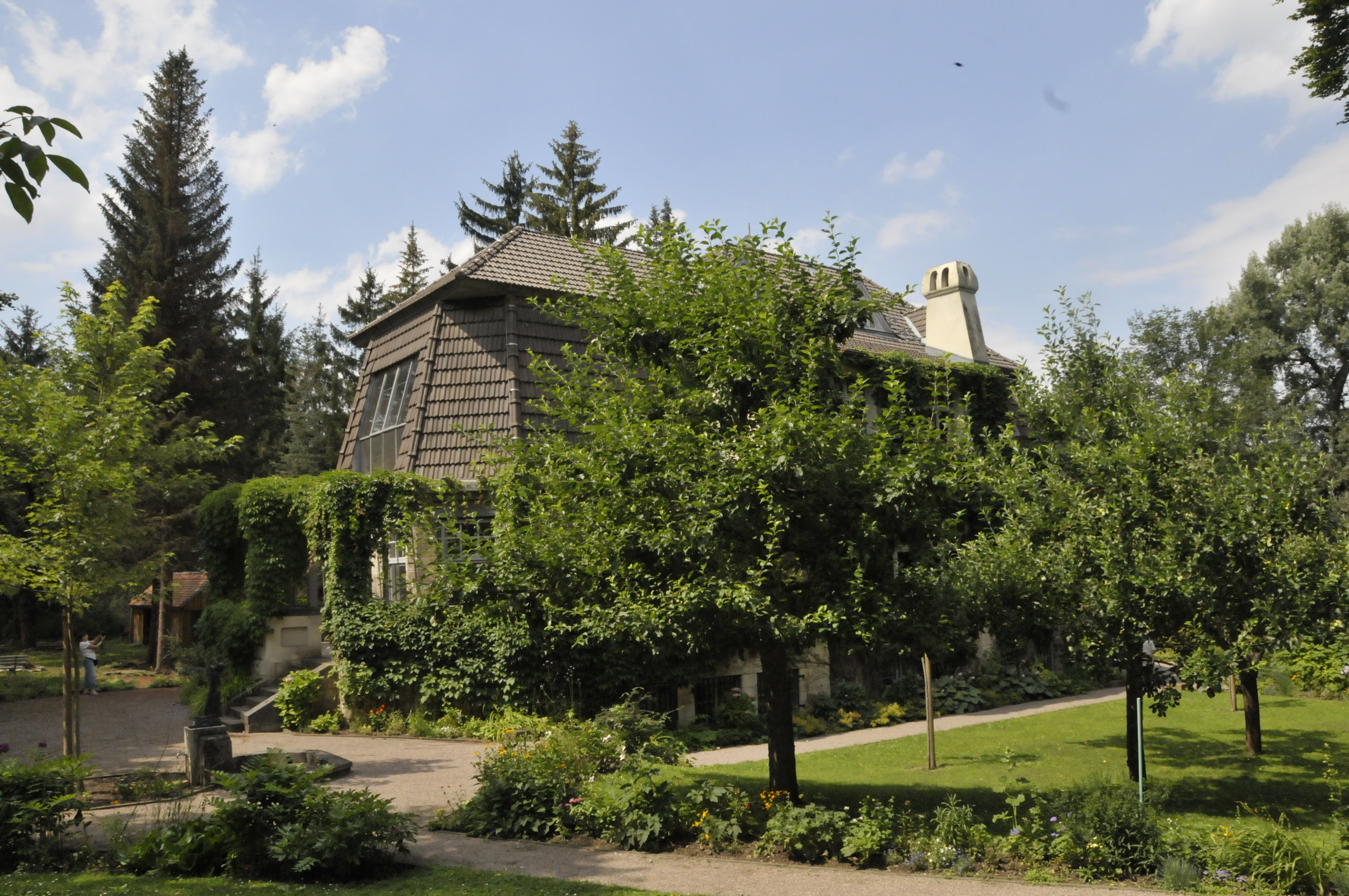
Südostseite
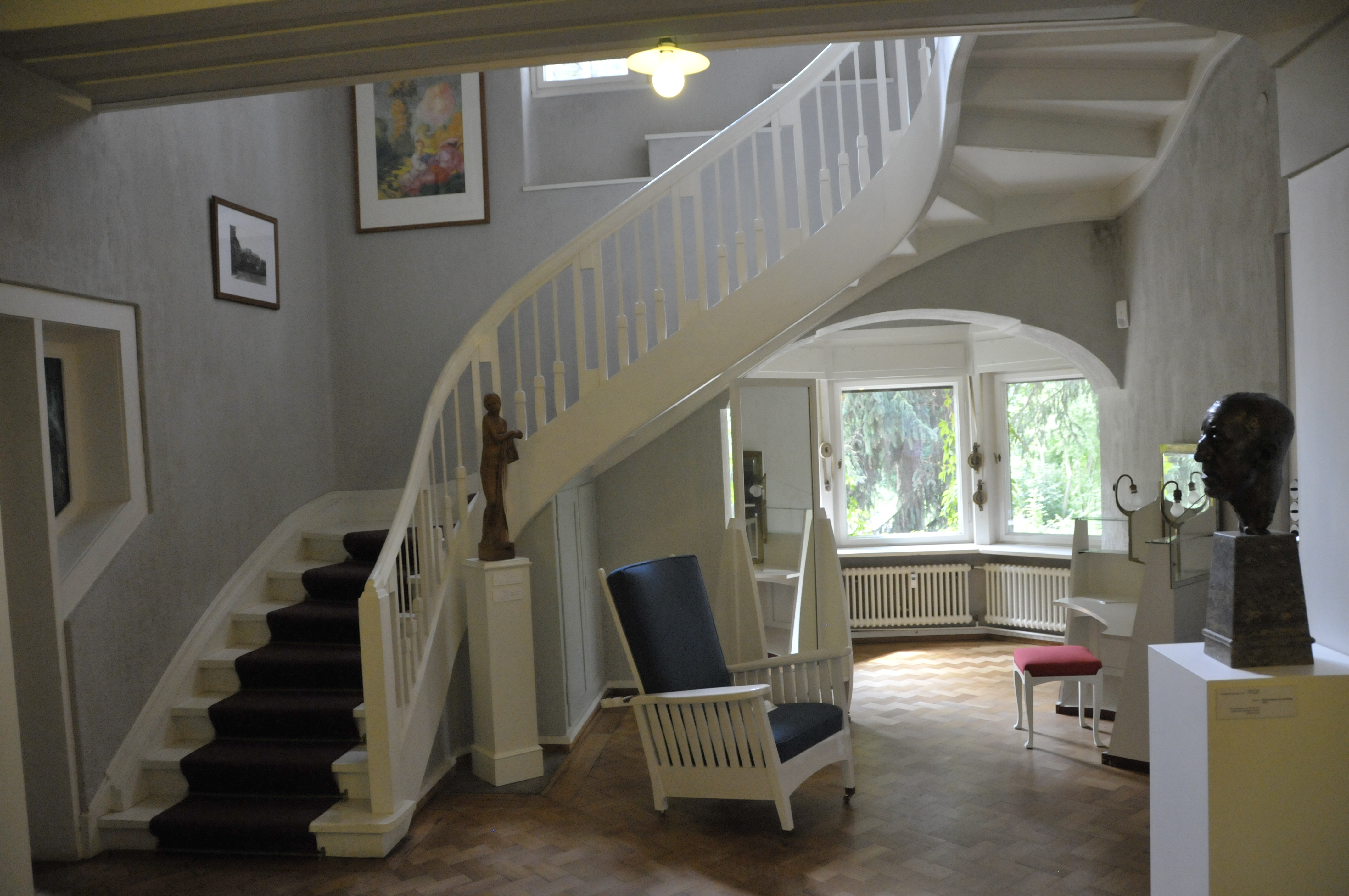
Treppenaufgang
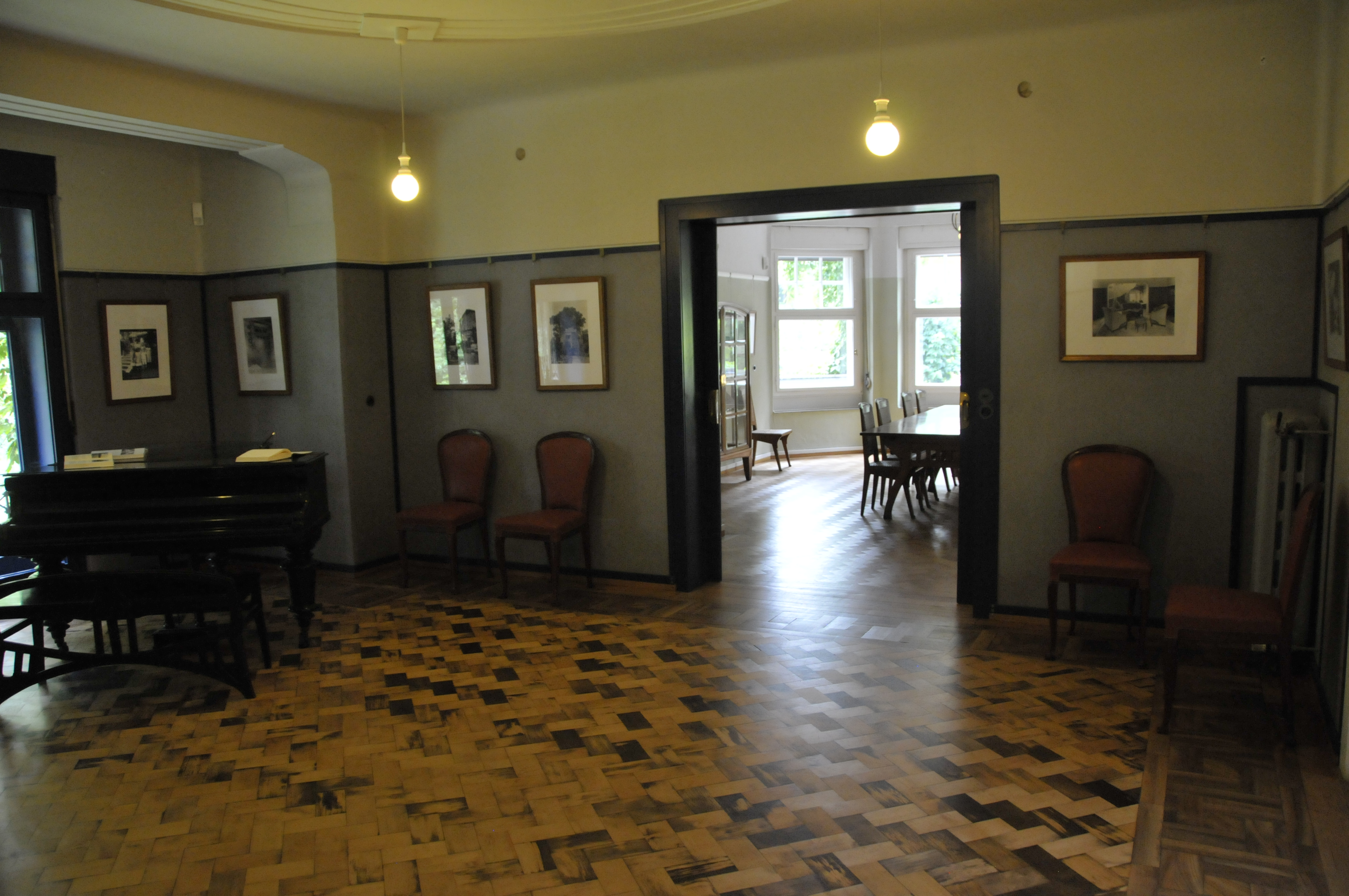
Salon mit Blick ins Esszimmer
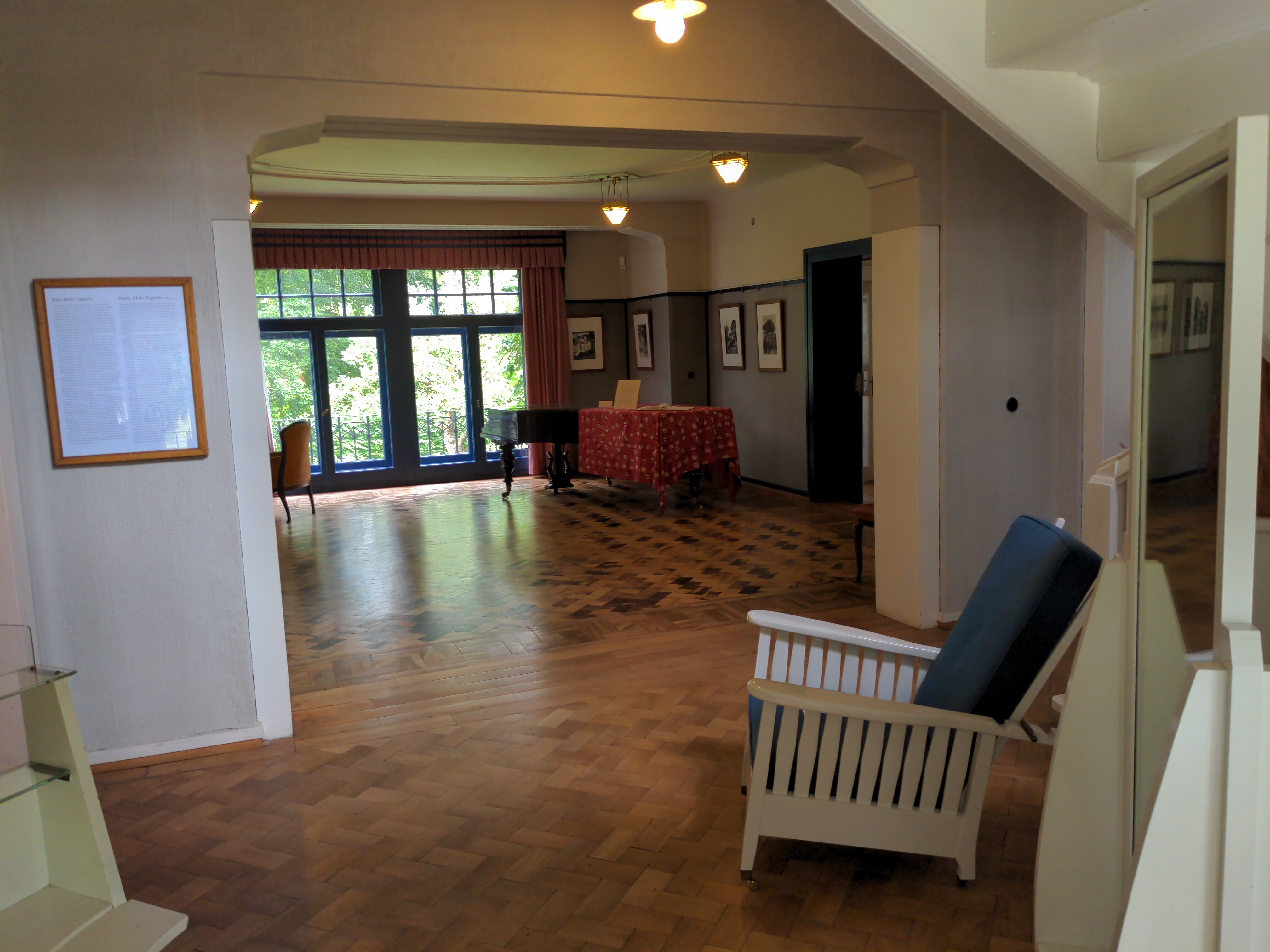
Diele mit Blick in den Salon
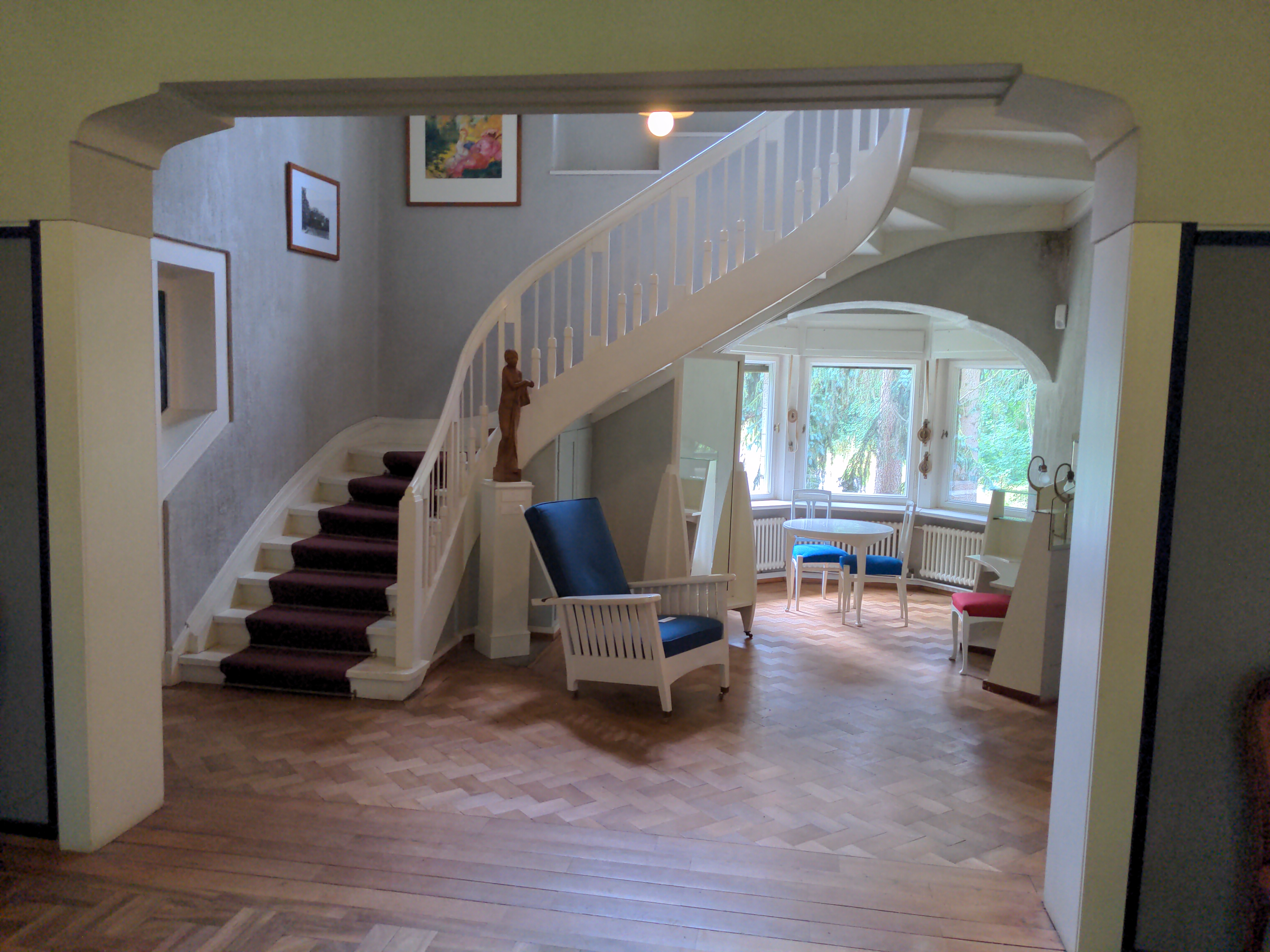
Diele mit Treppenaufgang
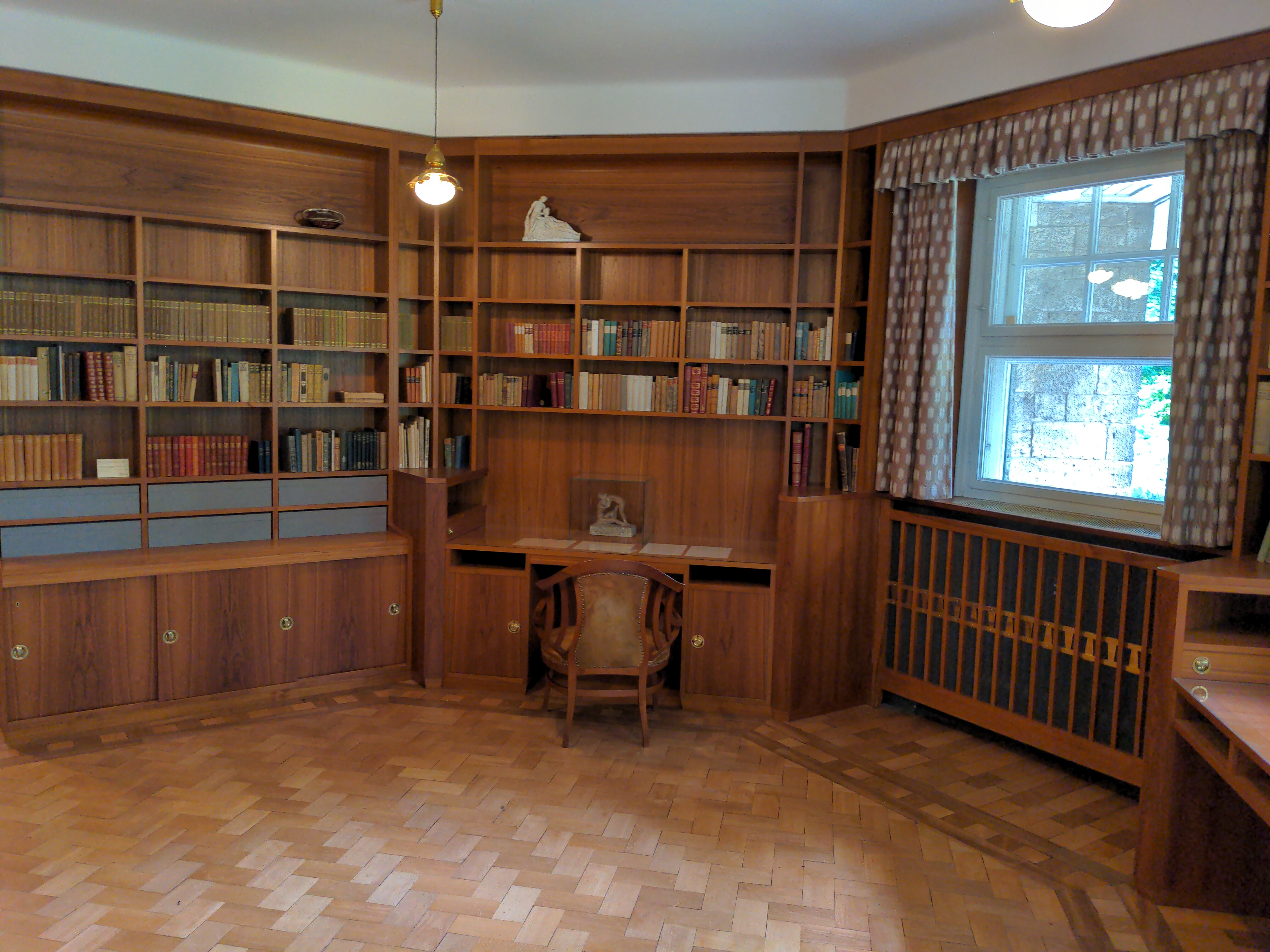
Arbeitszimmer